# Günther XLIII di Schwarzburg-Sondershausen
Günther I di Schwarzburg-Sondershausen (23 agosto 1678 – 28 novembre 1740) fu principe di Schwarzburg-Sondershausen, conte di Hohnstein e signore di Sondershausen, Arnstadt e Leutenberg. Per la successione alla signoria di Sonderhausen viene anche indicato con il nome di Günther XLIII.

## Biografia
Era il figlio primogenito del principe Cristiano Guglielmo di Schwarzburg-Sondershausen e della sua prima moglie, la contessa Antonia Sibilla di Barby.
Alla morte del padre nel 1721, gli succedette come principe di Schwarzburg-Sondershausen.
Il 2 ottobre 1712, a Bernburg, sposò la principessa Elisabetta Albertina di Anhalt-Bernburg, dalla quale però non ebbe figli.
Per questo motivo, alla sua morte, gli succedette il fratello Enrico, figlio del secondo matrimonio del padre.
Enrico morì poco dopo (nel 1758) senza eredi, e venne costretto a passare la reggenza al nipote Cristiano Günther, dal momento che l'altro suo fratello, Augusto gli era premorto.

## Ascendenza
|                                                             |                                     |                                                             | Genitori                                                 |  |  | Nonni |  |  | Bisnonni                                                   |  |  | Trisnonni                                                |  |
|                                                             |                                     |                                                             |                                                          |  |  |       |  |  | 8. Christian Günther I, conte di Schwarzburg-Sondershausen |  |  | 16. Johann Günther I, conte di Schwarzburg-Sondershausen |  |
|                                                             |                                     |                                                             |                                                          |  |  |       |  |  | 8. Christian Günther I, conte di Schwarzburg-Sondershausen |  |  | 16. Johann Günther I, conte di Schwarzburg-Sondershausen |  |
|                                                             |                                     | 17. Anna von Oldenburg-Delmenhorst                          |                                                          |  |  |       |  |  | 8. Christian Günther I, conte di Schwarzburg-Sondershausen |  |  |                                                          |  |
| 4. Anton Günther I, conte di Schwarzburg-Sondershausen      |                                     |                                                             |                                                          |  |  |       |  |  | 8. Christian Günther I, conte di Schwarzburg-Sondershausen |  |  |                                                          |  |
|                                                             |                                     | 9. Anna Sibille von Schwarzburg-Rudolstadt                  | 18. Albrecht VII, conte di Schwarzburg-Rudolstadt        |  |  |       |  |  |                                                            |  |  |                                                          |  |
|                                                             |                                     | 9. Anna Sibille von Schwarzburg-Rudolstadt                  | 18. Albrecht VII, conte di Schwarzburg-Rudolstadt        |  |  |       |  |  |                                                            |  |  |                                                          |  |
|                                                             |                                     | 9. Anna Sibille von Schwarzburg-Rudolstadt                  | 19. Juliane von Nassau-Dillenburg                        |  |  |       |  |  |                                                            |  |  |                                                          |  |
| 2. Christian Wilhelm, principe di Schwarzburg-Sondershausen |                                     | 9. Anna Sibille von Schwarzburg-Rudolstadt                  |                                                          |  |  |       |  |  |                                                            |  |  |                                                          |  |
|                                                             |                                     | 10. Georg Wilhelm, conte palatino di Zweibrücken-Birkenfeld | 20. Karl I, conte palatino di Zweibrücken-Birkenfeld     |  |  |       |  |  |                                                            |  |  |                                                          |  |
|                                                             |                                     | 10. Georg Wilhelm, conte palatino di Zweibrücken-Birkenfeld | 20. Karl I, conte palatino di Zweibrücken-Birkenfeld     |  |  |       |  |  |                                                            |  |  |                                                          |  |
|                                                             |                                     | 10. Georg Wilhelm, conte palatino di Zweibrücken-Birkenfeld | 21. Dorothea von Braunschweig-Lüneburg                   |  |  |       |  |  |                                                            |  |  |                                                          |  |
| 5. Maria Magdalena von Pfalz-Zweibrücken-Birkenfeld         |                                     | 10. Georg Wilhelm, conte palatino di Zweibrücken-Birkenfeld |                                                          |  |  |       |  |  |                                                            |  |  |                                                          |  |
|                                                             |                                     | 11. Dorothea zu Solms-Sonnenwalde                           | 22. Otto, conte di Solms-Sonnenwalde                     |  |  |       |  |  |                                                            |  |  |                                                          |  |
|                                                             |                                     | 11. Dorothea zu Solms-Sonnenwalde                           | 22. Otto, conte di Solms-Sonnenwalde                     |  |  |       |  |  |                                                            |  |  |                                                          |  |
|                                                             |                                     | 11. Dorothea zu Solms-Sonnenwalde                           | 23. Anna Amalia von Nassau-Weilburg                      |  |  |       |  |  |                                                            |  |  |                                                          |  |
| 1. Günther XLIII, principe di Schwarzburg-Sondershausen     |                                     | 11. Dorothea zu Solms-Sonnenwalde                           |                                                          |  |  |       |  |  |                                                            |  |  |                                                          |  |
|                                                             | 12. Jobst, conte di Barby-Mühlingen | 24. Wolfgang I, conte di Barby-Mühlingen                    |                                                          |  |  |       |  |  |                                                            |  |  |                                                          |  |
|                                                             | 12. Jobst, conte di Barby-Mühlingen | 24. Wolfgang I, conte di Barby-Mühlingen                    |                                                          |  |  |       |  |  |                                                            |  |  |                                                          |  |
|                                                             | 12. Jobst, conte di Barby-Mühlingen | 25. Agnes von Mansfeld                                      |                                                          |  |  |       |  |  |                                                            |  |  |                                                          |  |
| 6. Albrecht Friedrich, conte di Barby-Mühlingen             | 12. Jobst, conte di Barby-Mühlingen |                                                             |                                                          |  |  |       |  |  |                                                            |  |  |                                                          |  |
|                                                             |                                     | 13. Sophie von Schwarzburg-Rudolstadt                       | 26. Albrecht VII, conte di Schwarzburg-Rudolstadt (= 18) |  |  |       |  |  |                                                            |  |  |                                                          |  |
|                                                             |                                     | 13. Sophie von Schwarzburg-Rudolstadt                       | 26. Albrecht VII, conte di Schwarzburg-Rudolstadt (= 18) |  |  |       |  |  |                                                            |  |  |                                                          |  |
|                                                             |                                     | 13. Sophie von Schwarzburg-Rudolstadt                       | 27. Juliane von Nassau-Dillenburg (= 19)                 |  |  |       |  |  |                                                            |  |  |                                                          |  |
| 3. Antonie Sybille von Barby-Mühlingen                      |                                     | 13. Sophie von Schwarzburg-Rudolstadt                       |                                                          |  |  |       |  |  |                                                            |  |  |                                                          |  |
|                                                             |                                     | 14. Anton II, conte di Oldenburg-Delmenhorst                | 28. Anton I, conte di Oldenburg-Delmenhorst              |  |  |       |  |  |                                                            |  |  |                                                          |  |
|                                                             |                                     | 14. Anton II, conte di Oldenburg-Delmenhorst                | 28. Anton I, conte di Oldenburg-Delmenhorst              |  |  |       |  |  |                                                            |  |  |                                                          |  |
|                                                             |                                     | 14. Anton II, conte di Oldenburg-Delmenhorst                | 29. Sofie von Sachsen-Lauenburg                          |  |  |       |  |  |                                                            |  |  |                                                          |  |
| 7. Sophie Ursula von Oldenburg                              |                                     | 14. Anton II, conte di Oldenburg-Delmenhorst                |                                                          |  |  |       |  |  |                                                            |  |  |                                                          |  |
|                                                             |                                     | 15. Sibylle Elisabeth von Braunschweig-Dannenberg           | 30. Heinrich III, duca di Brunswick-Lüneburg             |  |  |       |  |  |                                                            |  |  |                                                          |  |
|                                                             |                                     | 15. Sibylle Elisabeth von Braunschweig-Dannenberg           | 30. Heinrich III, duca di Brunswick-Lüneburg             |  |  |       |  |  |                                                            |  |  |                                                          |  |
|                                                             |                                     | 15. Sibylle Elisabeth von Braunschweig-Dannenberg           | 31. Ursula von Sachsen-Lauenburg                         |  |  |       |  |  |                                                            |  |  |                                                          |  |
|                                                             |                                     | 15. Sibylle Elisabeth von Braunschweig-Dannenberg           |                                                          |  |  |       |  |  |                                                            |  |  |                                                          |  |